# 720p
720p és l'abreviatura utilitzada per a designar el tipus de senyal de vídeo adquirit durant l'exploració progressiva p o seqüencial d'una escena que consisteix en 720 línies de resolució espacial vertical per cada fotograma.
S'ha de tenir clara la diferència entre resolució i definició espacial, ja que la resolució està estretament lligada amb l'adquisició d'imatges i en canvi la definició es refereix a la fidelitat de reproducció d'un senyal adquirit que té una pantalla o bé en el senyal mateix.

## Especificacions
La resolució total d'un fotograma, obtinguda de les 720 línies amb 1280 píxels a cada línia (de resolució horitzontal), és de 921.600 píxels. Aquesta resolució correspon a una relació d'aspecte (amplada / alçada) panoràmica 16:9 (els resultats entre els quocient de 1280 píxels / 720 línies i de 16 / 9 és el mateix).

### Freqüència
La quantitat d'imatges per segon s'expressa en Hz (o fotogrames per segon - fps) al costat de la lletra "p" tot quedant una expressió del tipus 720p25. Els valors típics per als sistemes de transmissió de senyals analògics de televisió són: 
- PAL i SECAM: 25 (720p25) i 50 (720p50).
- NTSC: 24 (720p24) per a pel·lícules, 30 (720p30) i 60 (720p60).

Aquests acostumen a ésser compatibles amb els estàndards de televisió digital europeu DVB i amb l'americà ATSC.

### Compatibilitat
Aquest és compatible amb la majoria de tecnologies de reproducció de pantalles plana de plasma i LCD, que és progressiu. En la majoria dels televisors basats en TRC (Tub de Raig Catòdics), que són dispositius de reproducció entrellaçats, el senyal ha de ser transformat, excepte en els monitors d'ordinador de TRC on la reproducció del senyal és progressiu.

## Comparació entre 720p i 1080i
Quan en el 720p la freqüència d'exploració (la quantitat de fotogrames per segon que pot prendre valors concrets entre 24 i 60) és de 50 Hz, significa que en ser un senyal adquirit progressivament, el nostre Sistema Visual Humà captarà les 720 línies d'un fotograma cada 1/50è de segon, o el que seria el mateix 50 imatges de 1280x720 cada segon. En canvi, encara que sembli una fal·làcia, una mateixa imatge escombrada de manera entrellaçada a 1080i50 (a 50 Hz), l'ull veurà una imatge resultant formada per dues imatges de 540 línies (de 1920 columnes cada una) cada 1/50è de segon (ja que escombra les línies parells i senars separadament tot obtenint dos camps).
Recapitulant tenim que:
- 1080i50. 1920x1080 però en ser entrellaçat es converteix en 540p (1920x540), per tant s'obtenen 1.069.200 píxels, els quals es mostren per pantalla cada 1/50 segons. Aquesta significa més claredat en el cas d'imatges o escenes que no tinguin moviment ràpid (com per exemple el cas de documentals), en el cas de molt moviment, es perd un 50% de la definició.
- 720p50. 1280x720 queda igual quan està en moviment, ja que són progressius, aleshores s'obtenen 921.600 que són els que es mostraran per la pantalla adequada (sempre que ho permeti) cada 1/50 segons. Aquest tipus és idoni per escenes de molt moviment (i ràpid).

En definitiva, 720p és superior a 1080i en el cas del moviment per la meitat de la definició, i 1080i és superior a 720 en imatges estàtiques.
És a dir, la forma 1080i50 seria incorrecta, li correspondria 540i50.
En aquest cas es percep clarament que el sistema entrellaçat és de molta menys qualitat que el progressiu, malgrat que pot acabar aportant en algun casos més detall en el fotograma (hi ha més píxels a 1080i que no pas a 720p).

## Resolucions comunes

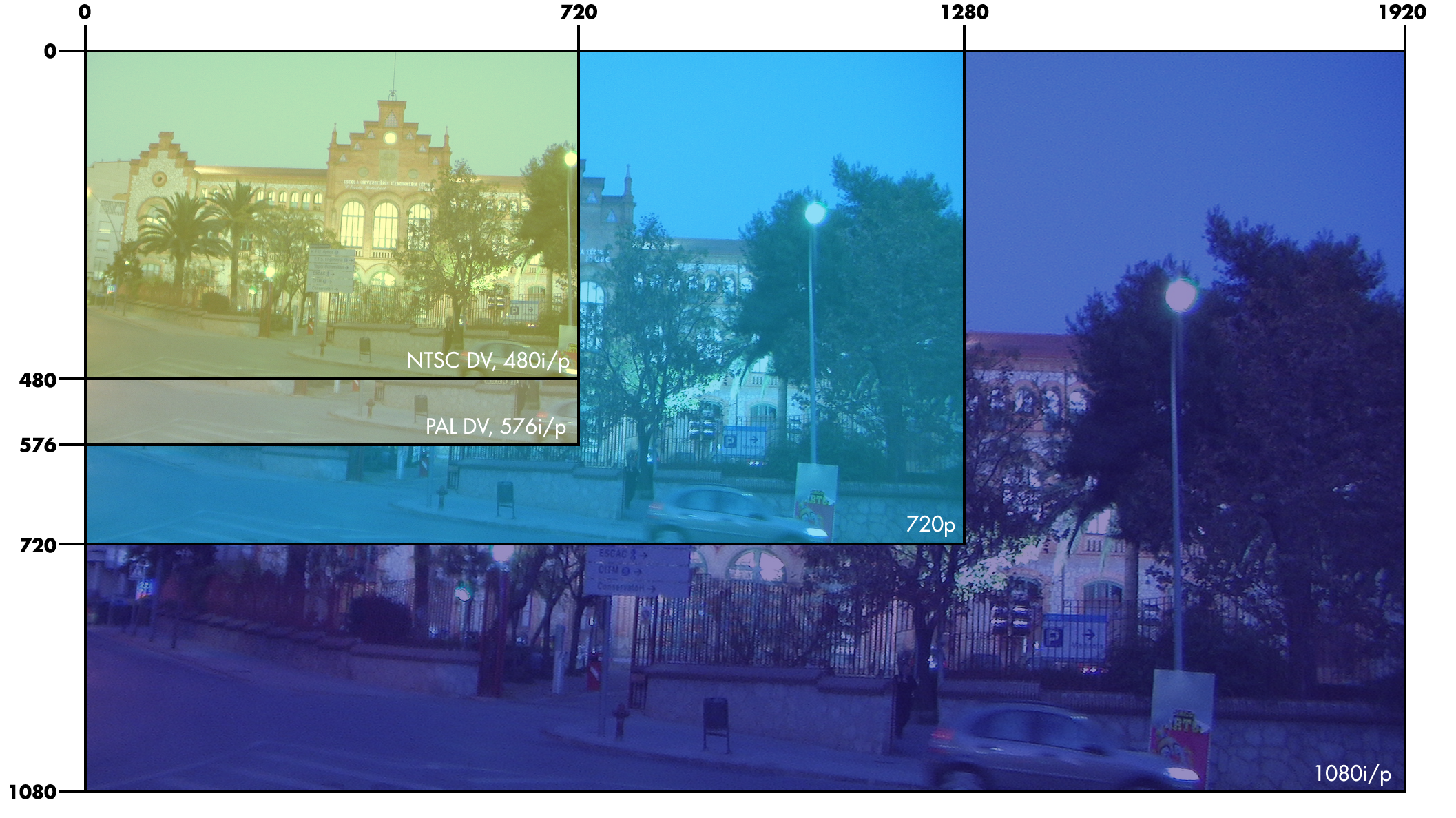
Comparació entre diferents tipus de resolucions

## 720i
720i és un terme incorrecte, ja que es refereix a un estàndard no reconegut per HDTV malgrat que apareix en algunes publicacions. En el cas que receptor rebi 720i, aquest el converteix a una resolució de 720p o 1080i per tal de poder ser mostrat correctament per un monitor d'HDTV i apreciar-ne la definició.
Majoritàriament, la seua menció errònia ve donada per una confusió amb al format 720p o bé, per una mala interpretació de termes deguda al fet que es vol fer referència als formats 576i/576p (sistema PAL) o 480i/480p (sistema NTSC) tot referint-se a les línies horitzontals en lloc de les línies verticals. En la majoria dels casos que és. No existeix cap tipus d'estàndard de radiodifusió que permeti un format de 720 línies verticals entrellaçades.